# 한국을 배경으로 한 역사 영화 목록
다음은 한국을 배경으로 한 역사 영화 작품 목록이다. 역사적 사건을 분명히 취급하거나 그것을 배경으로 하는 영화들을 시대배경순으로 추려내었다. 실화를 배경으로 한 영화들만을 보고 싶다면 실화를 바탕으로 한 영화 목록 문서를 참고하라.

## 고대 (고려 건국 이전:  ~918년)
- 안시성 (2018) - 645년
- 황산벌 (2003) - 660년
- 평양성 (2011) - 668년
- 무영검 (2005) - 926년 (발해)[1]

## 고려 시대 (918년~1392년)
- 은행나무침대 (1996) - 전생 996년, 현생 1996년[2]
- 협녀, 칼의 기억 (2015) - 1183~1196년 (고려 헌종 시대, 무신정권 이의민 집권기로 추정)
- 쌍화점 (2008) - 1352~1374년 (공민왕 시대 : 영화중에는 공민왕을 명시하지 않으나, 추정가능)
- 무사 (2001) - 1375년 (우왕 1년)

## 조선 전기 (1392년~1506년)
- 조선미녀삼총사 (2014년) - 1392~1394년 (조선 태조 초기)[3]
- 해적: 바다로 간 산적 (2014) - 1392~1398년 (조선 태조 건국 이후 정도전 생존시기로 추정)[4]
- 순수의 시대 (2015) - 1398년 (태조 7년)
- 나는 왕이로소이다 (2012) - 1418년 (세종 1년)
- 천문: 하늘에 묻는다 (2019) - 1442년 (세종 24년)
- 나랏말싸미 (2019) - 1443년 (세종 25년)
- 신기전 (2008) - 1448년 (세종 30년)
- 관상 (2013) - 1453 (단종 1년)
- 광대들: 풍문조작단 (2019) - 1455~1468년 (세조 시대 야담)
- 임금님의 사건수첩 (2017) - 1468~1469년 (예종: 예종의 재위기간은 2년)
- 왕의 남자 (2005) - 1500년대 연산군 시대
- 간신 (2015) - 1506년 (연산군 12년)

## 조선 중기 (1507년~1650년)
- 황진이 (2007) - 1526년 (중종 21년): 황진이 추정 20세
- 물괴 (2018) - 1527년 (중종 22년)
- 후궁: 제왕의 첩 (2012) - 1545년 (명종 1년)
- 가루지기 (2008) - 1592년 (선조 25년)[5]
- 대립군 (2017) - 1592년 (선조 25년)
- 구르믈 버서난 달처럼 (2010) - 1596년 (선조 29년)
- 한산: 용의 출현 (2022) - 1592년 (선조 25년)
- 명량 (2014) - 1597년 (선조 30년)
- 노량: 죽음의 바다 (2023) - 1598년 (선조 31년)
- 광해, 왕이 된 남자 (2012) - 1616년 (광해군 8년)
- 혈투 (2010) - 1619년 (광해군 11년)
- 남한산성 (2017) - 1636~1637년 (인조 14~15년) : 병자호란 종료 시점까지 묘사
- 최종병기 활 (2011) - 1636~1637년 (인조 14~15년) : 병자호란이 종료된 이후의 시점도 묘사됨
- 검객 (2020) - 1639년 (인조 17년) : 가상의 광해군의 딸(김현수 분)이 16세 정도로 추정되는 시점이다.
- 창궐 (2018) - 1649년 (인조 27년 : 강림대군 -> 봉림대군, 소원세자 -> 소현세자로 추정하면 이 시기이다.)
- 봉이 김선달 (2016) - 1649 (효종 1년) : 효종 즉위년

## 조선 후기 (1651년~1896년)
- 방자전 (2010) - 1689년 (숙종 15년) : 판소리 춘향전의 시대적 배경
- 1724 기방난동사건 (2008) - 1724년 (경종 4년) : 영조 즉위년
- 상의원 (2014) - 1725~30년대 후반 (영조 초기)[6]
- 사도 (2015) - 1762년 (영조 38년)
- 역린 (2014) - 1777년 (정조 1년)
- 미인도 (2008) - 1778년 (정조 2년)[7]
- 궁녀 (2007) - 1782년 (정조 6년)[8]
- 스캔들: 조선남녀상열지사 (2003) - 1791년 (정조 15년)[9]
- 조선명탐정: 각시투구꽃의 비밀 (2011) - 1792년 (정조 16년)
- 조선명탐정: 사라진 놉의 딸 (2015) - 1795년 (정조 19년)
- 조선명탐정: 흡혈괴마의 비밀 (2018) - 1796~1800년 (문효세자의 사망은 1786년이지만, 그 이후의 이야기를 다룬다.)
- 영원한 제국 (1995) - 1800년 (정조 24년)
- 귀천도 (1996) - 1800년 (정조 24년)
- 자산어보 (2021) - 1801년 (순조 1년)
- 혈의누 (2005) - 1808년 (순조 8년)
- 명당 (2018) - 1830년~ (순조 30년~)
- 고산자, 대동여지도 (2016) - 1850년대
- 군도: 민란의 시대 (2014) - 1862년 (철종 13년)
- 도리화가 (2015) - 1867년 (고종 4년)
- 취화선 (2002) - 1843~1897년 (장승업 생존기간)
- 개벽 (1991) - 1864~1898년 (조선 고종 시대)
- 불꽃처럼 나비처럼 (2008) - 1895년

## 대한제국, 일제강점기 (1897년~1945년)
- 가비 (2012) - 1896년 (고종 33년)[10]
- 하얼빈(2024) - 1908년 독립군 (안중근)
- 항거: 유관순 이야기 (2019) - 1919년 3.1운동 (유관순)
- 봉오동 전투 (2019) - 1920년 6월 (홍범도)
- 덕혜옹주 (2016) - 1919년~1961년
- 밀정 (2016) - 1920년대 초
- 박열 (2017) - 1923년~1926년
- 대호 (2015) - 1925년
- 좋은 놈, 나쁜 놈, 이상한 놈 (2008) - 1930년대
- 동주 (2016) - 1930년대~1942년 (윤동주)
- 암살 (2015) - 1933년~1949년
- 귀향 (2016) - 1943년 위안부 (강일출)
- 눈길(2017) - 1944년 위안부
- 아이캔스피크(2017) - 1944년 위안부
- 군함도 (2017) - 1945년

## 현대 (1945년~)
- 국제시장 (2015) - 1950년~1983년
- 태극기 휘날리며 (2004) - 1950년 6월, 2003년
- 작은 연못(2010) - 1950년 7월 25일 ~ 7월 29일
- 포화속으로 (2010) - 1950년 6월
- 인천상륙작전 (2016) - 1950년 9월
- 고지전 (2011) - 1953년
- 강남 1970 (2015) - 1970년
- 실미도 (2003) - 1971년
- 나의 독재자 (2014) - 1972년, 1994년
- 남산의 부장들 (2020) - 1979년
- 서울의 봄 (2023) - 1979 12월~1980년
- 1980 (영화) (2024) - 1980년
- 화려한 휴가 (2007) - 1980년 5월
- 택시운전사 (2017) - 1980년 5월, 2003년
- 변호인 (2013) - 1979년~1980년, 1987년
- 범죄와의 전쟁: 나쁜놈들 전성시대 (2012) - 1982년~1990년
- 남영동1985 (2012) - 1985년 9월
- 살인의 추억 (2003) - 1980년대 중후반
- 써니 (2011) - 1986년, 2011년
- 보통사람 (2017년) - 1987년
- 퍼펙트 게임 (2011) - 1987년 5월
- 킹콩을 들다 - 1988년~2008년
- 그놈 목소리 (2007) - 1991년
- 아이들... (2013) - 1991년
- 코리아 (2012) - 1991년
- 국가부도의 날 - 1997년
- 국가대표 (2009) - 1997~1998년
- 말아톤 (2005) - 2001년
- 노무현입니다 (2017) - 2002년
- 연평해전 (2015) - 2002년
- 국가대표 2 (2016) - 2003년
- 도가니 (2011) - 2005년
- 페이스 메이커 (2012) - 2012년